# Битва під Грюнвальдом (картина Яна Матейка)
Битва під Грюнвальдом - картина Яна Матейка 1875-1878 років, що була виставлена 1878 в палаці Велопольських в Кракові. На картині зображена Грюнвальдська битва від 15 липня 1410 за участі Тевтонського ордену та Королівства Польського, Великого князівства Литовського, Руського і Жемайтійського, чеських найманців, татар Джелал ад-Діна. 

Битва під Грюнвальдом. Худ. Ян Матейко. 1878

Картина була куплена 1902 варшавським Товариством заохочення мистецтв, яке подарувало її Царству Польському. У час Другої світової війни була захована. З 1945 перебувала у збірці Національного музею Варшави, виставлялась впродовж 1976-1982 роках у Замковому музеї Мальборка. Розмір картини 426 см × 987 см.

## Історія
Ян Матейко малював картину впродовж 1875-1878 років. У лютому 1878 була куплена за 45.000 ринських варшавському банкіру Давиду Розенблюму. Картину презентували 28 вересня 1878 залах магістрату Кракова. До кінця року її перевезли до Відня, у березні 1879 до палацу намісників Варшави. Згодом картину презентували у Петербурзі, Берліні, Львові, Бухаресті, квітні 1880 Парижі, після чого повернули до Варшави. Картину експонували у галереї Товариства заохочення мистецтв, а після її перепродажу у музеї Товариства. З початком Першої світової війни була перевезена до Москви, звідки повернута 1922 до Варшави. З початком Другої світової війни картину згорнули в рулон і перевезли 9 вересня 1939 до Музею Любліна, де заховали. Йозеф Геббельс визначив нагороду у 2.000.000 марок за інформацію про місце перебування картини. Зрештою польське радіо в Лондоні подало інформацію про прибуття картини до Британії, після чого пошуки припинили. Тим часом після фіктивного вивезення з Любліну директор місцевого музею заховав її у одному з селищ у забетонованому саркофазі[джерело?]. 17 жовтня 1944 її передали представнику Польського Комітету Національного Визволення. Її реставрував у Варшаві Богдан Марконі. Після цього картину встановили у залі Національного музею. Через поганий стан картину не перевезли на виставку до 600-річчя битви. Через це у липні 2010 розпочали реставрацію, що полягала у посиленні основи і реставрації і очищенні малярського шару. До серпня 2012 для очищення було використано 2.500 скальпелів, 150 літрів різних розчинників, внаслідок чого вага картини зменшилась з 500 кг до 290 кг. Вартість реставрації винесла понад 1.000.000 злотих.